# Марк Геганий Мацерин (военный трибун)
Марк Геганий Мацерин (лат. Marcus Geganius Macerinus; V — IV века до н. э.) — римский политический деятель из патрицианского рода Геганиев, военный трибун с консульской властью в 367 году до н. э.
Марк Геганий стал членом последней в римской истории коллегии военных трибунов с консульской властью. Он был единственным из шести трибунов-патрициев, кто занимал этот пост впервые. В 367 году Марк Фурий Камилл получил диктатуру и воевал с галлами, а в городе сенат был вынужден уступить плебеям в вопросе о консульстве. Роль Марка Гегания в этих событиях неизвестна.